# Palpita longissima
Palpita longissima es una especie de polillas perteneciente a la familia Crambidae. Fue descrita por Hiroshi Inoue en 1996. Se encuentra en Malasia peninsular.